# Uruk Sulcus
Uruk Sulcus je světlá oblast velmi nepravidelného terénu na Jupiterově měsíci Ganymed. Sousedí s oblastmi Galileo Regio a Marius Regio. Předpokládá se, že oblast je mladší než okolní tmavší části povrchu. Jedná se o 500-700 km široký a 2000 km dlouhý systém souběžných mělkých příkopů vzniklých tektonicky. 